# Kleine Moschusschildkröte
Die Kleine Moschusschildkröte (Sternotherus minor) ist eine kleine, Süßgewässer bewohnende Schildkrötenart.

## Beschreibung
Der Carapax ist hellbraun bis dunkelbraun gefärbt und besitzt dunkle Flecken- und Strichzeichnungen. Die einzelnen Carapaxschilde werden von schwarzen Streifen umsäumt. Es sind drei Kiele erkennbar, wobei die beiden seitlichen Kiele mit zunehmendem Alter verschwinden. Das Plastron ist nur klein ausgebildet, wobei die Farbe von gelb, orange bis ins Rosafarbene reichen kann, die Nähte aus Bindegewebe sind besonders hervorgehoben.
Der Kopf zeigt eine graubraune Färbung mit schwarzen Punkt- oder Strichmuster. Andere Weichteile haben ähnlich wie der Kopf ein schwarzes Punktmuster, jedoch keine Streifen. Am Kinn befinden sich ein Paar Barteln.
Die Kleine Moschusschildkröte kann eine Größe von 7,5 bis 14,5 cm erreichen, wobei beide Geschlechter etwa gleich groß sind. Somit erreicht die Art trotz des Namens eine ähnliche Größe wie die Gewöhnliche Moschusschildkröte. Männchen erreichen die Geschlechtsreife mit etwa 5 bis 11 Jahren und Weibchen mit ungefähr 8–12 Jahren.

## Lebensweise
Die Kleine Moschusschildkröte ist eine stark aquatile Art, welche das Gewässer nur selten zum Sonnenbaden verlässt. Dabei werden umgefallene Bäume oder Äste als Sonnplatz genutzt, die Art klettert sehr gut. Die Tiere aus dem südlichen Verbreitungsgebiet sind das ganze Jahr aktiv, die nördlichen Vorkommen vollziehen während des Winters zwischen Dezember und Februar eine Winterstarre. Die Art ist den ganzen Tag aktiv, wobei die Hauptaktivität auf die Morgenstunden fällt. Sie ernährt sich vor allem von Schnecken, Wasserinsekten, Amphibien aber auch Aas. In geringem Maße wird auch Pflanzliches aufgenommen. Durch die stärkeren Kiefer ist die Kleine Moschusschildkröte im Vergleich zur Gewöhnlichen Moschusschildkröte etwas besser an das Zerbrechen von Schnecken und Muscheln angepasst.

## Fortpflanzung
Die Fortpflanzungszeit liegt im Schwerpunkt im Zeitraum von März bis April und September bis November. Somit können pro Saison 2–5 Gelege abgesetzt werden. Die Gelege umfassen meistens 1–5 Eier. Unter natürlichen Bedingungen dauert die Inkubationszeit 61–119 Tage.

## Besonderheit
Den deutschen Namen Moschusschildkröte verdankt die Schildkröte ihren Moschusdrüsen, mit Hilfe derer sie ein stark riechendes Sekret absondern kann, um Fressfeinde zu vertreiben.

## Verbreitung
Die Art ist in den südlichen USA verbreitet. Das besiedelte Areal erstreckt sich vom südwestlichen Virginia, Ost-Tennessee und Ost-Georgia über Zentral-Florida bis zum Pearl River.

## Lebensraum
Besiedelt werden alle möglichen Arten von Süßgewässern wie Seen, Teiche, Sumpfgewässer, Tümpel, Flüsse, und Bäche, wobei langsam fließende Gewässer mit sandigem Boden favorisiert werden. Bevorzugt hält sich die Art in Flachwasserbereichen auf, wurde aber auch schon in Tiefen von fünf Metern angetroffen.

## Systematik
Heute werden 2 Unterarten unterschieden. Früher wurde noch Sternotherus depressus zu den Unterarten gezählt, welche heute jedoch als eigene Art angesehen wird.

### Sternotherus minor minor(Agassiz 1857)

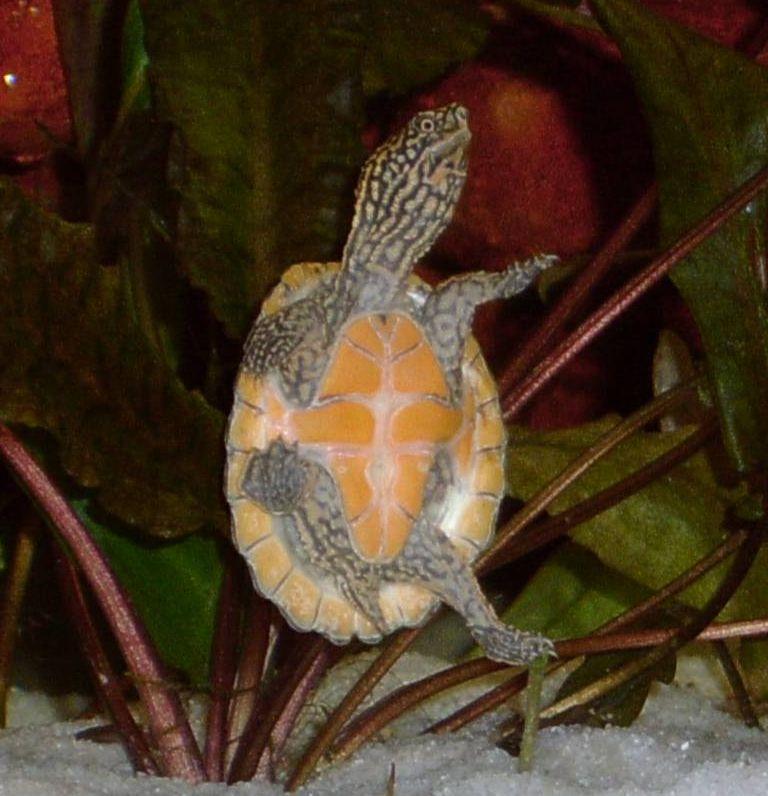
Unterseite eines Jungtieres

Die Weichteile der Nominatform sind graubraun gefärbt und besitzen ein schwarzes Punktmuster. Das Plastron ist rosa bis weißlich gefärbt. Die Jungtiere besitzen drei Kiele.
- Verbreitung: Östliches Verbreitungsgebiet der Art

Die Unterart bevorzugt im Vergleich zur Sternotherus minor peltifer eher stehende Gewässer.

### Sternotherus minor peltiferSmith & Glass 1947
Die Weichteile der Unterart sind graubraun und besitzen ein schwarzes Streifenmuster. Das Plastron ist orange. Die Jungtiere besitzen nur einen Kiel.
S. m. peltifer hat im Vergleich zur Nominatform einen schlankeren Körperbau. Die maximale Größe beträgt 10–12 cm.
- Verbreitung: Westliches Verbreitungsgebiet der Art

Die Unterart bevorzugt eher fließende Gewässer und ist deutlich weniger aggressiv als die Nominatform.

## Haltung im Aquaterrarium
Die Haltung ist vergleichbar mit der der Gewöhnlichen Moschusschildkröte. Es ist eine leicht zu haltende Art, welche auch im adulten Alter mit einem Becken unter 200 Litern auskommt. Durch die im Vergleich zu anderen Arten geringe Schwimmfähigkeit sollte auf ein gut strukturiertes Becken mit Versteckmöglichkeiten geachtet werden. Nach einer Eingewöhnungszeit kommt sie auch mit einem höheren Wasserstand zurecht, es sollten aber immer Aufstiegsmöglichkeiten vorhanden sein, damit die Wasseroberfläche auch kletternd erreicht werden kann.
Die Nahrung besteht hauptsächlich aus tierischen Anteilen, wobei einige Exemplare aber auch auf pflanzliche Kost zurückgreifen. Dabei stehen Schnecken, Muscheln, Fisch, Mückenlarven und verschiedene Insekten auf dem Speiseplan. Die Tiere sind sehr unverträglich untereinander und zu anderen Arten, weshalb nur eine Einzelhaltung in Betracht kommt.